# Гогова къща (Вевчани)
 Тази статия е за къщата във Вевчани.  За къщата в Лерин вижте Ролева къща.  
Гоговата къща (на македонска литературна норма: Куќа на Гоговци) е възрожденска къща в село Вевчани, Северна Македония. Сградата е обявена за значимо културно наследство на Република Македония.

## История
Къщата е построена в 1887 година от влиятелния търговец от Вевчани Кузман Гогов. В 1928 – 1932 година Гогов е кмет на Вевчани и с организационните си способности допринася много за развитието на селото – изгражда болница, павира улиците, изгражда пътя Бело джаде, както и път до църквата „Свети Спас“.

## Архитектура
Сградата оформя специфична композиция с вече съществуващата стара къща. Състои се от приземие и етаж и представлява дълбока къща с двойно ориентиран централен чардак. Приземието и етажът на североизток са от камък с изравнителни дървени кушаци. Част от приземието било отворен трем, а останалата част стопански помещения. Междуетажната конструкция и покривната са от кестеново дърво. Стълбището, свързващо приземието и етажа, както и всички врати и подове са от кестеново дърво. Етажът е еркерно издаден на югоизток и е с паянтова дървена конструкция изпълнена с цяла тухла. Над дървените прозорци има тухлена декорация. Характерни са югоизточната и северозападната фасада, на които има полузатворен със стена от цяла тухла издаден чардак над улицата и двора. Покривът е с керемиди върху платно от дъски.